# Plecopterodes
Plecopterodes là một chi bướm đêm thuộc họ Noctuidae.